# Ann Reinking
Ann Reinking (født 10. november 1949, død 12. december 2020) var en amerikansk skuespiller-, danser- og sangerinde. Hun arbejdede med film og teater – specielt indenfor musicalverdenen. Hun kunne opleves i teatermusicalen Chigaco (fra 1977) som den moderiske sangerinde Roxie, samt filmmusicalen Annie (fra 1982), hvor hun spiller den elskværdige privatsekretær, Grace Farrel.
Ann var gift tre gange og boede senere sammen med sin fjerde mand Peter Talbert i Phoenix.